# Relaciones Catar-Perú
Las relaciones Catar-Perú son las relaciones bilaterales entre Perú y Catar. Ambos países son miembros de las Naciones Unidas y del Movimiento de Países No Alineados.

## Historia
Ambos países establecieron relaciones en 1989.  En 2011, Perú abrió una embajada en Doha , y Qatar abrió una embajada en Lima en respuesta al año siguiente.  A partir de 2013, se llevaron a cabo una serie de visitas de alto nivel, con dos emires de Qatar y un presidente de Perú visitando los países del otro. Durante estas visitas, los jefes de Estado de ambos países firmaron siete tratados bilaterales. 
Las relaciones comerciales se vieron afectadas negativamente por la crisis diplomática de Qatar de 2017 , ya que las rutas de transporte se vieron limitadas debido al cierre del espacio aéreo del Consejo de Cooperación del Golfo al comercio qatarí (con excepción de Kuwait y Omán ). 
En Perú, funciona una liga parlamentaria de amistad Perú-Qatar dependiente del Congreso del Perú . En 2023, la comunidad peruana en Qatar está formada por 157 personas. 

## Visitas de alto nivel
Visitas de alto nivel de Catar a Perú
- Emir Hamad bin Khalifa Al Thani (2013)[3]
- Emir Tamim bin Hamad Al thani (2018)[4]

Visitas de alto nivel de Perú a Catar
- Ministro de Relaciones Exteriores José Antonio García Belaúnde (2009)[5]
- Presidente Ollanta Humala (2014)[6][7]

## Comercio
A partir de 2020, Catar es el cuarto socio comercial de Perú en el mundo árabe , con un comercio valorado en ese año en US$ 17 millones.  Las exportaciones peruanas son principalmente madera enmarcada y granadas .

## Misiones diplomáticas residentes
- Catar tiene una embajada en Lima
- Perú tiene una embajada en Doha

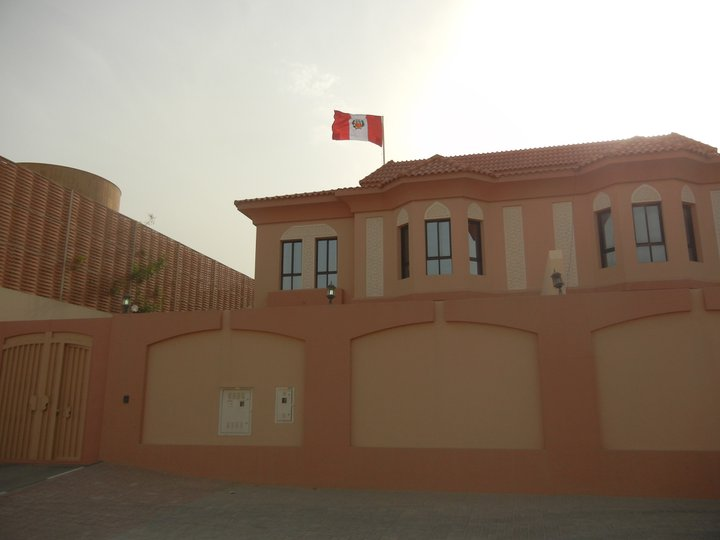
Embajada de Perú  en Doha
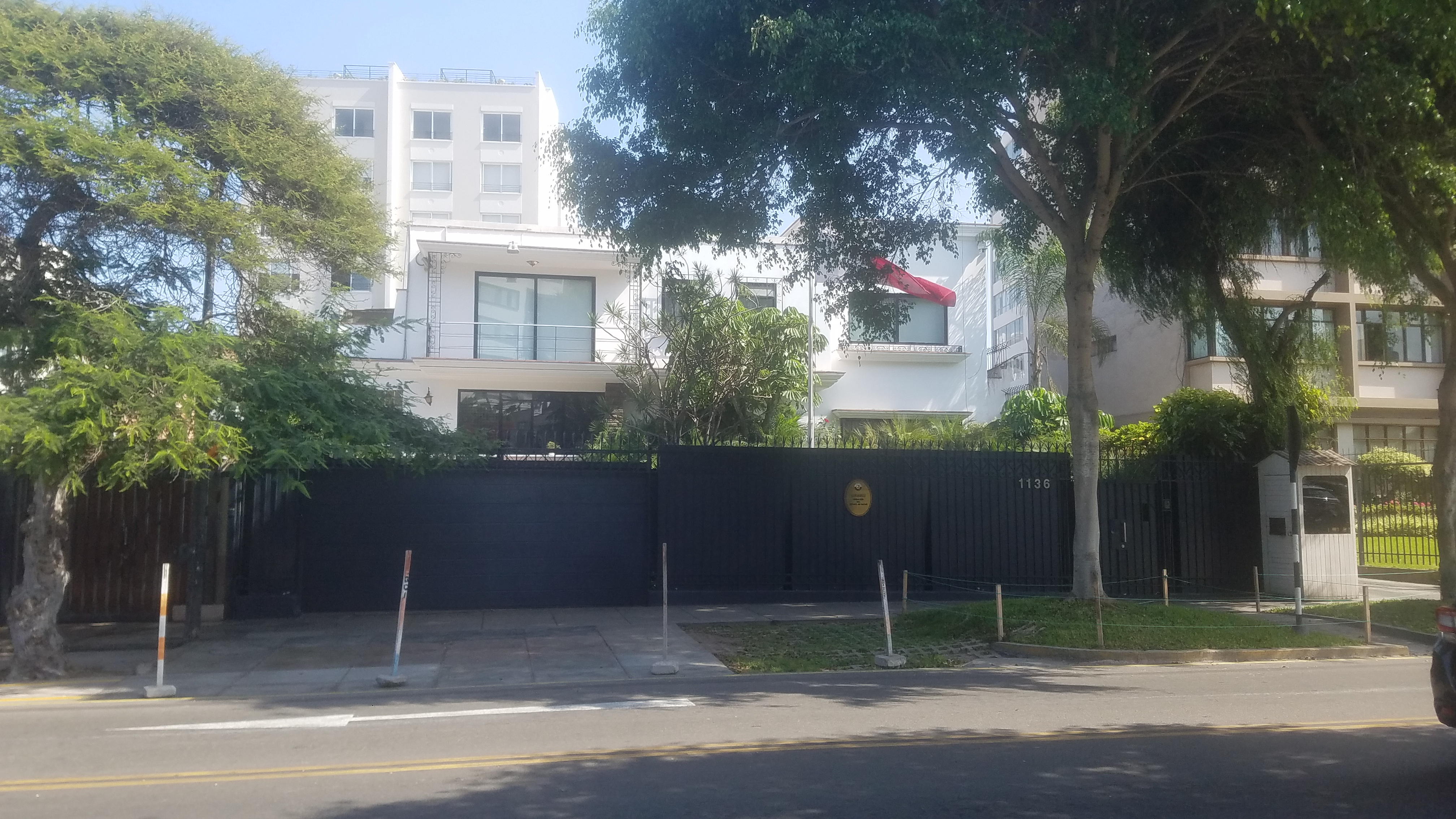
Embajada de Catar en Lima